# Medios (comunicación)
Medio (la forma singular de medios) es el conjunto de salidas o herramientas de comunicación que se usan para almacenar y para proporcionar información o datos. Puede estar asociado con comunicación de medios, o comunicación en masa especializada en negocios, así como: media impresa y prensa, fotografía, publicidad, cine, radiodifusión (radio y televisión) y ediciones.
El ser humano busca mejorar y transformar lo que lleva a cabo el proceso de la comunicación, ya que se tiene  en cuenta la importancia del conocimiento público de ciertas temáticas de interés mundial, donde se plantea la necesidad de los medios de comunicación. Los medios de comunicación son canales que se difunde de manera masiva. 

## Evolución
Los “medios" de palabras se definen como “ uno de los recursos o canales de comunicación general, información, o entretenimiento en la sociedad, como periódicos, radio o televisión.”
El comienzo de la comunicación humana a través del diseño de canales, i.e.  sin vocalization o gestos, se sitúa antes de las antiguas pinturas rupestres, los mapas dibujados, y la escritura.
El Imperio Persa (centrada en el actual Irán) juega un rol importante en el campo de la comunicación. Tiene el primer y real mail o sistema postal, el cual ha sido desarrollado por el emperador Persa Circo el grande (c. 550 AC) después de su conquista de los Medios. El rol del sistema como un aparato de recolección de información está bien documentado y el servicio fue (más tarde) llamado “angariae", término que con el tiempo se utilizó para indicar un sistema de impuestos.  El Antiguo Testamento (Esther, VIII) hace mención de este sistema: Asurero, rey de Medis usa correos para comunicar sus decisiones. [cita requerida]
La palabra “comunicación” se deriva de la raíz del Latín communicare. Esto se debe a que el Imperio Romano también ideó que podría ser descrito como mail o sistema postal, para centralizar el control del Imperio de Roma. Esto permitió cartas personales y a Roma reunir conocimiento sobre acontecimientos sobre extensas provincias.Los sistemas postales más avanzados más tarde aparecieron en el Califato Islámico y el Imperio Mongol durante la Edad Media.
El término “media” en su relativa aplicación moderna con canales de comunicación, se rastrea su primer uso como tal por Marshall McLuhan teórico Canadian de la comunicación , quién escribió en " Counterblast" (1954): “ El Medios no son juguetes ; No deberían estar en manos de la madre Goose y Peter Pan, Estos deberían estar confiados solo a los nuevos artistas, porque ellos son formas de arte.” A mediados de 1960 el término se esparció para el uso general en Norte América y Reino Unido. (En contraste, “Medios de comunicación” fueron acordados por H.L. Mencken, usarse tan pronto como fuera en 1923 en Estados Unidos.)

### Medios Electrónicos
En el último siglo, la revolución en telecomunicaciones ha alterado mucho la comunicación, dando nuevos medios para comunicación a larga distancia. La primera emisión trasatlántica bidireccional ocurrió en 1906 y dejó una comunicación común por medios analógicos y digitales:
- Medios Análogos: Incluyen algunos sistemas de radio, sistemas telefónicos históricos e históricas emisiones de televisión.
- Medios Digitales:  Permiten la comunicación mediada por ordenadores, telegrafía y computadoras con redes de trabajo.

La diferencia entre la fotografía análoga y la digital es que la fotografía digital es fácil de editar y tienes muchas opciones despues de tomar la foto, mientras que la fotografía análoga es más simple y se tiene que aceptar la foto así no guste. En la fotografía dilige se puede editar la foto antes de tomarla, a diferencia de la foto análoga que tenía ajustes limitados.
El uso de los medios de comunicación electrónicos está en aumento, a pesar de que ha surgido la preocupación que se ve reflejada en distraer a los jóvenes de un contacto “cara a cara” con sus amigos y familiares. Los resultados de investigaciones sobre el efecto del compromiso social son mixtos. Un estudio realizado por Wellman encontró que “el 33% de los usuarios de internet dicen que el internet ha mejorado sus relaciones con sus amigos ‘muchísimo’, y el 23% dijo que ha incrementado la calidad de la comunicación con los miembros de su familia en una cantidad similar. En particular los jóvenes toman la ventaja del lado social del internet.  Casi la mitad (49%) de los jóvenes, entre 19 y 29 años de edad, dice que el internet ha mejorado mucho sus relaciones con sus amigos. Por el otro lado, 19% de los usuarios de internet dicen que el internet ha mejorado la cantidad de tiempo que empleaban trabajando en casa.” (Lee, Loung, Lo, Xiang y Wu p. 322 7 378).
Ahora los medios electrónicos vienen en forma para tabletas, laptops, escritorios, celulares, reproductores mp3, videojuegos, DVDs, sistema de juegos, radios y televisión. La tecnología se ha disparado a niveles récord en la última década, cambiando así la dinámica de la comunicación. El significado de los medios electrónicos, como es en diversos ámbitos, ha cambiado con el paso del tiempo. La concepción de los medios de comunicación ha alcanzado hoy un significado más amplio en comparación con la propuesta que hace una década fue planteada.  Anteriormente estaba el concepto de “multimedia”. Por primera vez una pieza de software (software de aplicación) que se utiliza para reproducir audio (sonido) y vídeo (objeto visual con o sin sonido).
A raíz de esto, fue entonces el disco compacto (CD) y DVD (Digital Versatile Disc), después la cámara de 3G (tercera generación) se podía aplicar en el campo de los medios. En la modernidad, los medios de comunicación incluye todo el software que se utiliza en las computadoras PC (ordenador) o el ordenador portátil, así como también el teléfono móvil que es instalado para el, normal o mejor, funcionamiento del sistema. Sin embargo, hoy los discos duros de la computadoras (que se utilizan para aumentar la capacidad en la instalación de los datos) son un ejemplo de los medios electrónicos, los discos duro se están convirtiendo cada vez más pequeños en tamaño. La última innovación, en el campo de los medios, son los medios magnéticos (banda magnética), cuya aplicación es común en el campo de tecnología de la información de más rápido crecimiento. Los medios modernos de hoy en día son de uso general en el sector bancario, así también en el Departamento de impuestos, con el fin de proporcionar los servicios más fáciles y rápidos para los consumidores. En esta banda magnética se almacena información de la cuenta que une todos los datos relativos a un consumidor en particular. 
Las principales características de dichos tipos de medios de comunicación se preparan sin grabar (formulario en blanco), y los datos se almacenan normalmente en una etapa posterior para la exigencia del usuario o consumidor.
Impactos sociales
La tecnología de los medios de comunicación ha hecho cada vez más fácil la comunicación al paso del tiempo a lo largo de la historia. Hoy en día, se incita a los niños a que usen las diferentes herramientas que los medios proporcionan en la escuela, y se espera que tengan un conocimiento general de las diversas tecnologías disponibles. Sin duda el Internet es una de las herramientas más eficaces en los medios de comunicación. Herramientas tales como el correo electrónico, Skype, Facebook, etc; han acercado a las personas entre sí y han creado nuevas comunidades en línea. Sin embargo, algunos pueden argumentar que ciertos tipos de medios olvidan la comunicación cara a cara, por lo que puede dar lugar a complicaciones como la duda de identidad.
En un gran sociedad impulsada por el consumidor, los medios electrónicos (como la televisión) y los medios impresos (periódicos) son importantes para la distribución de los medios de publicidad. Las sociedades más avanzadas tecnológicamente tienen acceso a los bienes y servicios a través de nuevos medios de comunicación que no tienen las sociedades menos avanzadas tecnológicamente.
Además de este papel "publicitario", los medios de comunicación es hoy en día una herramienta para compartir conocimiento en todo el mundo. El análisis de la evolución de los medios dentro de la sociedad, Popkin [6] evalúa el valioso papel de los medios de comunicación mediante la conexión entre la política, la cultura, la vida económica y la sociedad. Por ejemplo: En primer lugar, el periódico constante ha sido una oportunidad para hacer publicidad; y en segundo lugar, para estar atentos con los asuntos exteriores actuales o la situación económica nación. Durante un tiempo, Willinsky promocionaba el papel de la tecnología moderna como una manera de trascender a lo cultural, lo de género y las barreras nacionales. Vio en el Internet una oportunidad para establecer un sistema justo y equitativo de conocimientos: Internet puede ser accesible a cualquier persona. Cualquier información publicada puede ser leída y consultada por cualquier persona. Por lo tanto, Internet es una solución sostenible para superar la "brecha" entre países desarrollados y en vías de desarrollo, ya que ambos tienen la oportunidad de aprender unos de otros. Canagarajah  aborda el tema de las relaciones sin equilibrio entre los países del Norte y del Sur, afirmando que los países occidentales tienden a imponer sus propias ideas en el desarrollo de los países. Por lo tanto, Internet es la manera de restablecer el equilibrio mediante la mejorara de la publicación del periódico, o revista académica de los países en desarrollo. Christen es el creó un sistema que facilita el acceso al conocimiento y protege las costumbres y la cultura de las personas. De hecho, en algunas sociedades tradicionales, personas de diferente género no puede tener acceso a un determinado tipo de información, por lo tanto respetan estas costumbres que limitan el alcance de la difusión, pero que permiten la difusión de la información. Dentro de este proceso de difusión, los medios de comunicación desempeñarían un papel de “intermediarios". Es decir, una traducción de la investigación académica en un formato periodístico, accesible al público no especializado (Levin). En consecuencia, los medios de comunicación son una forma moderna de comunicación con el objetivo de difundir la información por todo el mundo, sin tener en cuenta ningún tipo de discriminación.
Los medios de comunicación, a través de los medios de comunicación y la psicología, ha ayudado a conectar a diversas personas que habitan a larga distancia en cuestión de ubicación geográfica. También ha ayudado en el aspecto de los procesos en-línea o empresas de Internet, y otras actividades que tienen una versión en-línea. 
Todos los medios afectan a la conducta humana mediante la comunicación y el comportamiento previsto que se expresa en la psicología. Por lo tanto, la comprensión de los medios de comunicación y la psicología es fundamental en el entendimiento de los efectos sociales e individuales de los medios de comunicación. El creciente campo de la comunicación y los medios de psicología se combinan para establecer una nueva forma de entendimiento a los medios de comunicación.
El paso del tiempo, basado en la innovación y la eficiencia, puede no tener una directa correlación con la tecnología. La revolución de la información se basa en los avances modernos. Durante el siglo XIX, la información "instantánea" avanzó rápidamente debido a los sistemas de cartas postales, aumento de la accesibilidad del periódico, así como las escuelas se modernizaban en este cambio de procesos de la información. Estos avances se hicieron debido al aumento de que las personas se preocupaban por su educación. La metodología de la comunicación, aunque cambia constantemente y se dispersa en numerosas direcciones, se basa en el impacto sociocultural que existe dentro de la sociedad que habita. Los sesgos en los medios de comunicación, que afectan a las minorías religiosas y étnicas, se convierten en forma de racismo sustentado en la falta de importancia y discusión acerca del tema solicitado.
La tecnología de los medios de comunicación ha hecho cada vez más fácil la comunicación al paso del tiempo a lo largo de la historia. El uso de los medios de comunicación electrónicos está en aumento, a pesar de que ha surgido la preocupación que se ve reflejada en distraer a los jóvenes en un contacto “cara a cara” con sus amigos y familiares. La investigación sobre el efecto del compromiso social es mixto. 
Un estudio realizado por Wellman encontró que “el 33% de los usuarios de internet dicen que el internet ha mejorado sus relaciones con sus amigos ‘muchísimo’, y el 23% dijo que ha incrementado la calidad de la comunicación con los miembros de su familia en una cantidad similar. En particular los jóvenes toman la ventaja del lado social del internet.  Casi la mitad (49%) de los jóvenes, entre 19 y 29 años de edad, dice que el internet ha mejorado mucho sus relaciones con sus amigos. Por el otro lado, 19% de los usuarios de internet dicen que el internet ha mejorado la cantidad de tiempo que empleaban trabajando en casa.” (Lee, Loung, Lo, Xiang y Wu p. 322 7 378).
Ahora los medios electrónicos vienen en forma para tabletas, laptops, escritorios, celulares, reproductores mp3, videojuegos, DVDs, sistema de juegos, radios y televisión. La tecnología se ha disparado a niveles récord en la última década, cambiando así la dinámica de la comunicación. El significado de los medios electrónicos, como es en diversos ámbitos, ha cambiado con el paso del tiempo. La concepción de los medios de comunicación ha alcanzado hoy un significado más amplio en comparación con la propuesta que hace una década fue planteada.  Anteriormente estaba el concepto de “multimedia”. Por primera vez una pieza de software (software de aplicación) que se utiliza para reproducir audio (sonido) y vídeo (objeto visual con o sin sonido).
A raíz de esto, fue entonces el disco compacto (CD) y DVD (Digital Versatile Disc), después la cámara de 3G (tercera generación) se podía aplicar en el campo de los medios. En la modernidad, los medios de comunicación incluye todo el software que se utiliza en las computadoras PC (ordenador) o el ordenador portátil, así como también el teléfono móvil que es instalado para el, normal o mejor, funcionamiento del sistema. Sin embargo, hoy los discos duros de la computadoras (que se utilizan para aumentar la capacidad en la instalación de los datos) son un ejemplo de los medios electrónicos, los discos duro se están convirtiendo cada vez más pequeños en tamaño. La última innovación, en el campo de los medios, son los medios magnéticos (banda magnética), cuya aplicación es común en el campo de tecnología de la información de más rápido crecimiento. Los medios modernos de hoy en día son de uso general en el sector bancario, así también en el Departamento de impuestos, con el fin de proporcionar los servicios más fáciles y rápidos para los consumidores. En esta banda magnética se almacena información de la cuenta que une todos los datos relativos a un consumidor en particular. 
Las principales características de dichos tipos de medios de comunicación se preparan sin grabar (formulario en blanco), y los datos se almacenan normalmente en una etapa posterior para la exigencia del usuario o consumidor.

### Impactos sociales
La tecnología de los medios de comunicación ha hecho cada vez más fácil la comunicación al paso del tiempo a lo largo de la historia. Hoy en día, se incita a los niños a que usen las diferentes herramientas que los medios proporcionan en la escuela, y se espera que tengan un conocimiento general de las diversas tecnologías disponibles. Sin duda el Internet es una de las herramientas más eficaces en los medios de comunicación. Herramientas tales como el correo electrónico, Skype, Facebook, etc; han acercado a las personas entre sí y han creado nuevas comunidades en línea. Sin embargo, algunos pueden argumentar que ciertos tipos de medios olvidan la comunicación cara a cara, por lo que puede dar lugar a complicaciones como la duda de identidad.
En un gran sociedad impulsada por el consumidor, los medios electrónicos (como la televisión) y los medios impresos (periódicos) son importantes para la distribución de los medios de publicidad. Las sociedades más avanzadas tecnológicamente tienen acceso a los bienes y servicios a través de nuevos medios de comunicación que no tienen las sociedades menos avanzadas tecnológicamente.
Además de este papel "publicitario", los medios de comunicación es hoy en día una herramienta para compartir conocimiento en todo el mundo. El análisis de la evolución de los medios dentro de la sociedad, Popkin evalúa el valioso papel de los medios de comunicación mediante la conexión entre la política, la cultura, la vida económica y la sociedad. Por ejemplo: En primer lugar, el periódico constante ha sido una oportunidad para hacer publicidad; y en segundo lugar, para estar atentos con los asuntos exteriores actuales o la situación económica nación. Durante un tiempo, Willinsky promocionaba el papel de la tecnología moderna como una manera de trascender a lo cultural, lo de género y las barreras nacionales. Vio en el Internet una oportunidad para establecer un sistema justo y equitativo de conocimientos: Internet puede ser accesible a cualquier persona. Cualquier información publicada puede ser leída y consultada por cualquier persona. Por lo tanto, Internet es una solución sostenible para superar la "brecha" entre países desarrollados y en vías de desarrollo, ya que ambos tienen la oportunidad de aprender unos de otros. Canagarajah  aborda el tema de las relaciones sin equilibrio entre los países del Norte y del Sur, afirmando que los países occidentales tienden a imponer sus propias ideas en el desarrollo de los países. Por lo tanto, Internet es la manera de restablecer el equilibrio mediante la mejorara de la publicación del periódico, o revista académica de los países en desarrollo. Christen es el creó un sistema que facilita el acceso al conocimiento y protege las costumbres y la cultura de las personas. De hecho, en algunas sociedades tradicionales, personas de diferente género no puede tener acceso a un determinado tipo de información, por lo tanto respetan estas costumbres que limitan el alcance de la difusión, pero que permiten la difusión de la información. Dentro de este proceso de difusión, los medios de comunicación desempeñarían un papel de “intermediarios". Es decir, una traducción de la investigación académica en un formato periodístico, accesible al público no especializado (Levin). En consecuencia, los medios de comunicación son una forma moderna de comunicación con el objetivo de difundir la información por todo el mundo, sin tener en cuenta ningún tipo de discriminación.
Los medios de comunicación, a través de los medios de comunicación y la psicología, ha ayudado a conectar a diversas personas que habitan a larga distancia en cuestión de ubicación geográfica. También ha ayudado en el aspecto de los procesos en-línea o empresas de Internet, y otras actividades que tienen una versión en-línea. 
Todos los medios afectan a la conducta humana mediante la comunicación y el comportamiento previsto que se expresa en la psicología. Por lo tanto, la comprensión de los medios de comunicación y la psicología es fundamental en el entendimiento de los efectos sociales e individuales de los medios de comunicación. El creciente campo de la comunicación y los medios de psicología se combinan para establecer una nueva forma de entendimiento a los medios de comunicación.
El paso del tiempo, basado en la innovación y la eficiencia, puede no tener una directa correlación con la tecnología. La revolución de la información se basa en los avances modernos. Durante el siglo XIX, la información "instantánea" avanzó rápidamente debido a los sistemas de cartas postales, aumento de la accesibilidad del periódico, así como las escuelas se modernizaban en este cambio de procesos de la información. Estos avances se hicieron debido al aumento de que las personas se preocupaban por su educación. La metodología de la comunicación, aunque cambia constantemente y se dispersa en numerosas direcciones, se basa en el impacto sociocultural que existe dentro de la sociedad que habita. Los sesgos en los medios de comunicación, que afectan a las minorías religiosas y étnicas, se convierten en forma de racismo sustentado en la falta de importancia y discusión acerca del tema solicitado.
Hoy en día existen nuevas tecnologías que nos ayudan a:Cocinar, transportarnos, comunicarnos y hacer las cosas del hogar más fácilmente por tan solo medio de aparatos comunicativos.